# SERVINDI
El sitio web Servicios en Comunicación Intercultural, más conocido como SERVINDI, es una organización sin ánimo de lucro peruana creada en el año 2004 con sede principal en la ciudad de Lima. Proporciona servicios de información y comunicación intercultural con el objetivo de mejorar la comprensión de la sociedad nacional e internacional sobre la realidad, necesidades y metas de los pueblos y comunidades indígenas.
Desempeñan funciones de respaldo y compañía, actuando como una agencia de noticias que genera notas informativas, informes especiales, entrevistas y producciones audiovisuales vinculadas a temas indígenas y ambientales a nivel nacional e internacional.
Actualmente SERVINDI es un referente destacado en el continente en cuanto a información sobre temas indígenas, alcanzando un promedio de 60,000 visitas al mes y llegando a las comunidades locales a través de un boletín radial semanal. Además, desempeña un papel crucial en la formación de comunicadores indígenas y en el establecimiento de una red de comunicación indígena.